# St. Michael (Wenigmünchen)

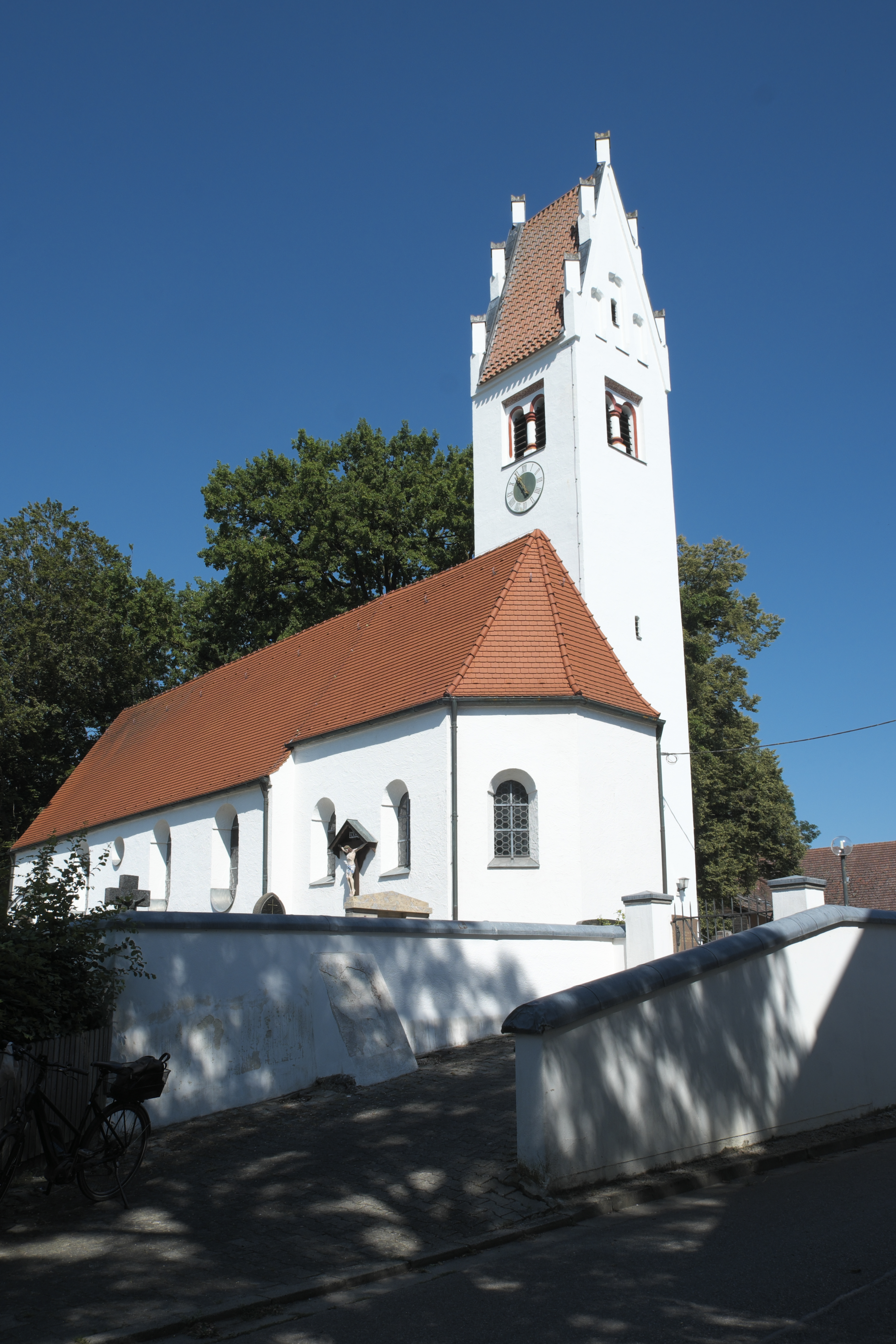
Pfarrkirche St. Michael

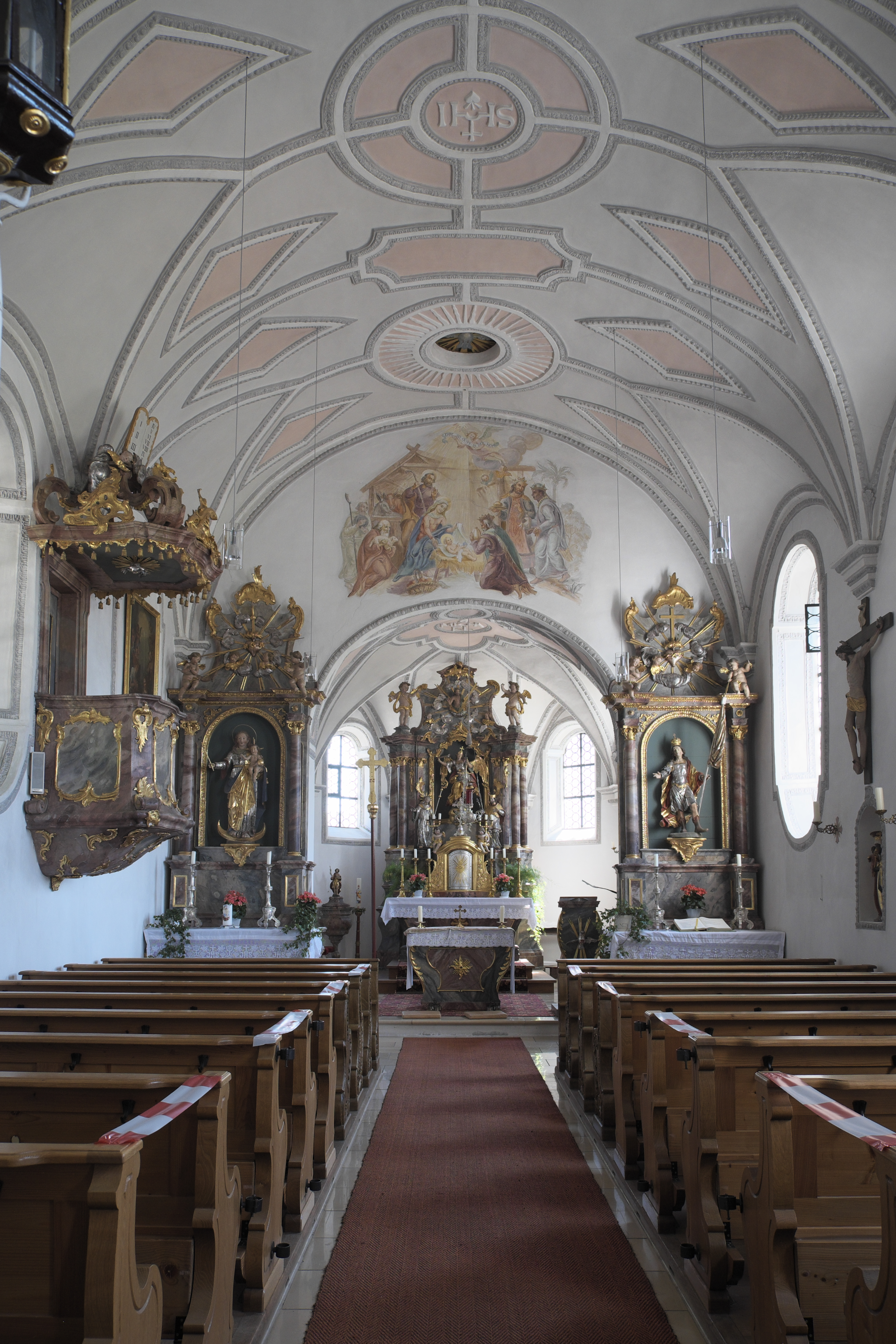
Innenraum, Blick zum Chor

Die römisch-katholische Pfarrkirche St. Michael in Wenigmünchen, einem Ortsteil der Gemeinde Egenhofen im oberbayerischen Landkreis Fürstenfeldbruck, ist im Kern ein spätgotischer Kirchenbau, der im 17. und frühen 18. Jahrhundert barock überformt wurde. In den Jahren 1932/33 wurde das Langhaus nach Plänen des Architekten Joseph Elsner junior (1879–1970) um sieben Meter nach Westen verlängert. Die Kirche, die unter dem Patrozinium Erzengel Michael steht, gehört zu den geschützten Baudenkmälern in Bayern.

## Architektur

### Außenbau
Im nördlichen Chorwinkel steht der mit einem steilen Satteldach gedeckte Glockenturm aus der Zeit um 1500. Die östlichen und westlichen Giebelseiten des Turms sind mit je fünf übereck gesetzten Fialaufsätzen verziert. Die Giebelflächen weisen von Kielbögen gerahmte Blendfelder auf. Das Glockengeschoss wird von rot umrandeten, gekuppelten Klangarkaden durchbrochen, die in Rechtecknischen mit ornamentaler Bemalung eingeschnitten sind. 

### Innenraum
Das einschiffige Langhaus wird durch große, längsovale Fenster im Stil des Frühbarock gegliedert. Der eingezogene Chor ist polygonal geschlossen.
Das ursprüngliche gotische Kreuzrippengewölbe im Chor wurde im Zuge der frühbarocken Umgestaltung der Kirche zu einer Stichkappentonne umgewandelt und mit Rahmenstuck aus Eierstab und Blattfriesen verziert. Stuckmedaillons enthalten die Namen des Kirchenpatrons und des Pfarrers Hieronymus Wenig, unter dem der Stuckdekor ausgeführt wurde. Das Langhaus besaß ursprünglich eine hölzerne Flachdecke. Im Jahr 1668 wurde das heutige Tonnengewölbe eingezogen und mit Stuckdekor versehen. Bei der Verlängerung des Langhauses wurde die Stuckierung im gleichen Stil fortgeführt.
Das barockisierende Fresko an der Stirnfläche über dem Chorbogen wurde 1967 von dem Münchner Kirchenmaler Sebastian Hausinger ausgeführt. Es stellt die Anbetung der Hirten und die Anbetung der Heiligen Drei Könige dar.

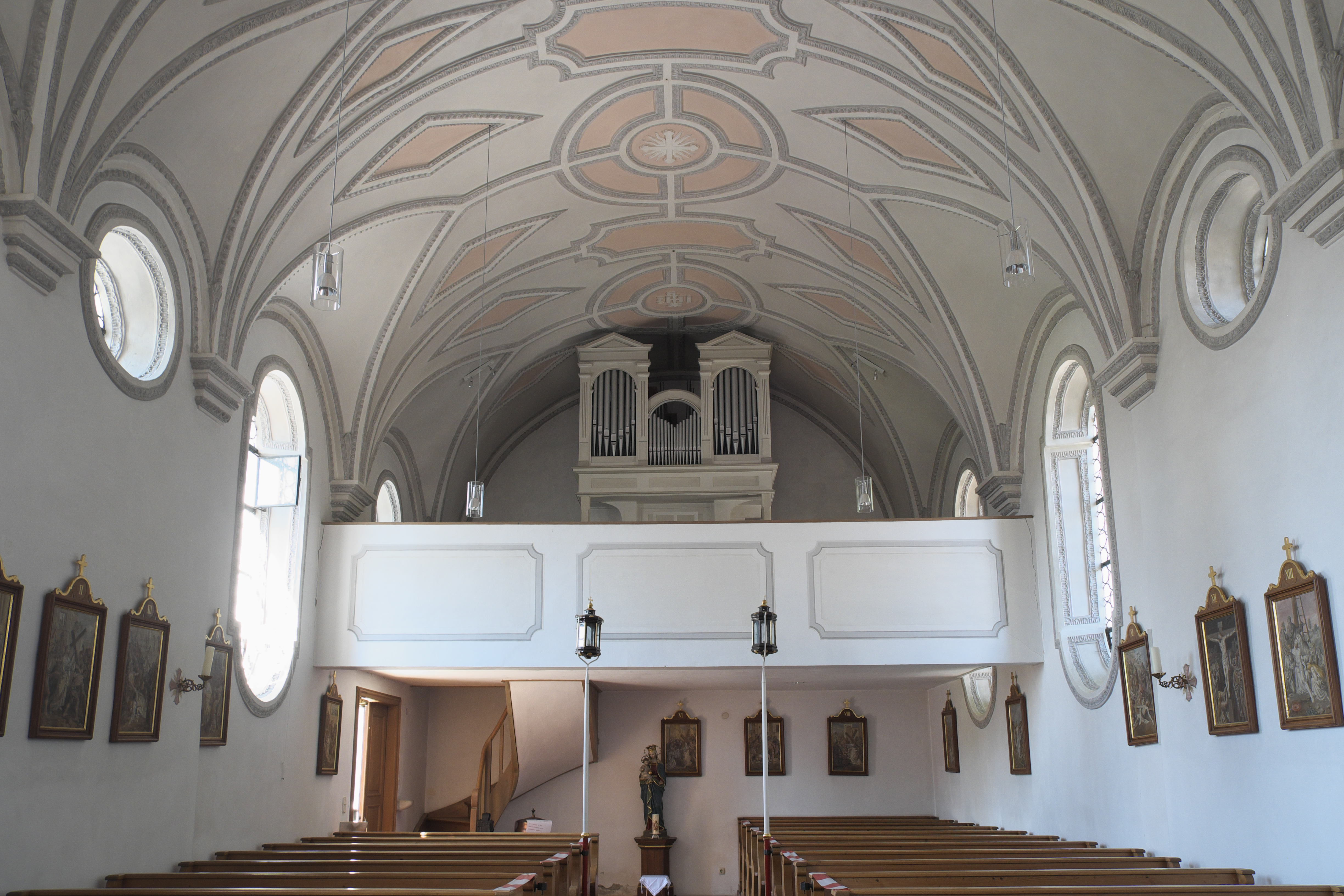
Innenraum, Blick zur Empore
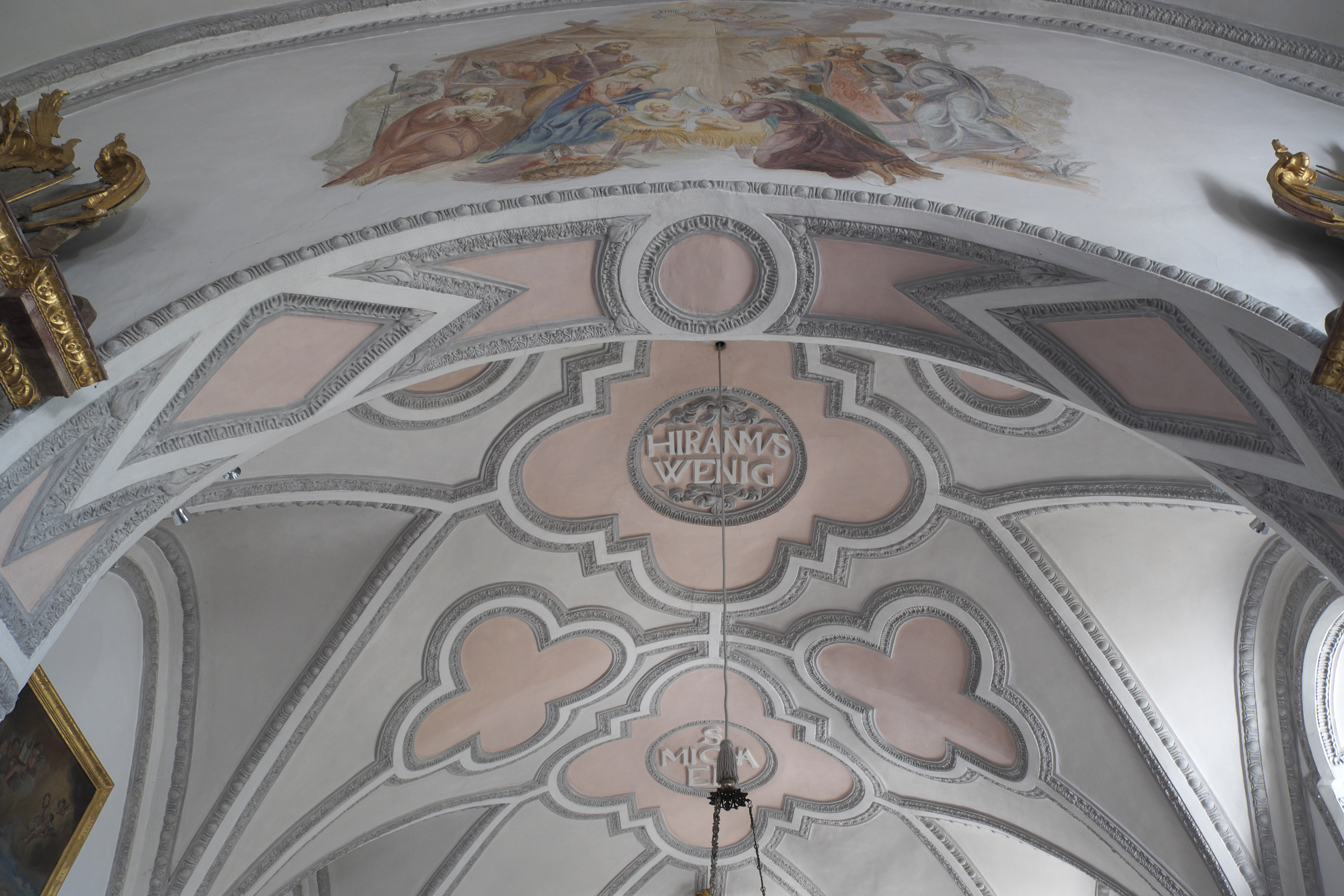
Deckenstuck im Chor
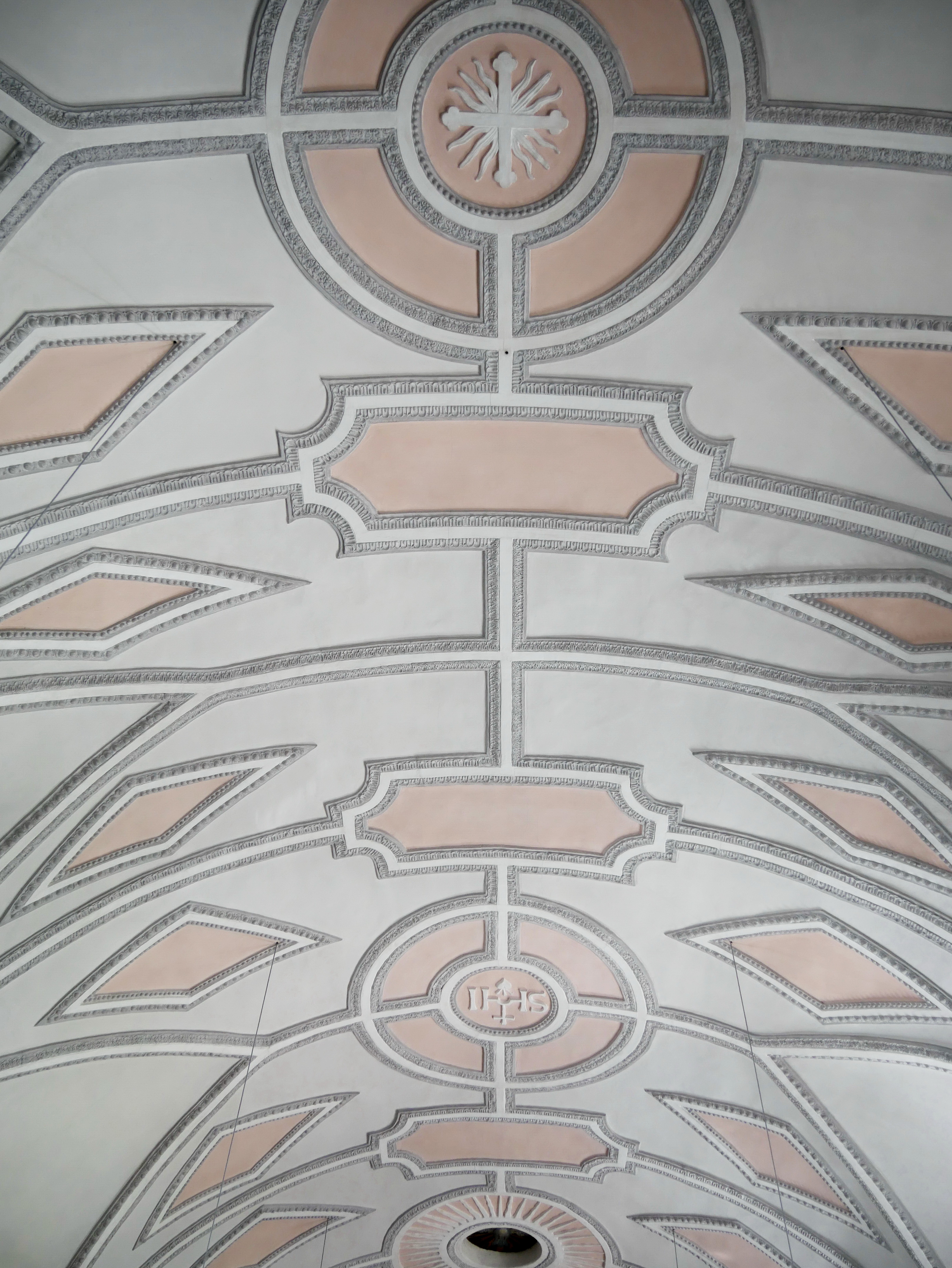
Deckenstuck im Langhaus
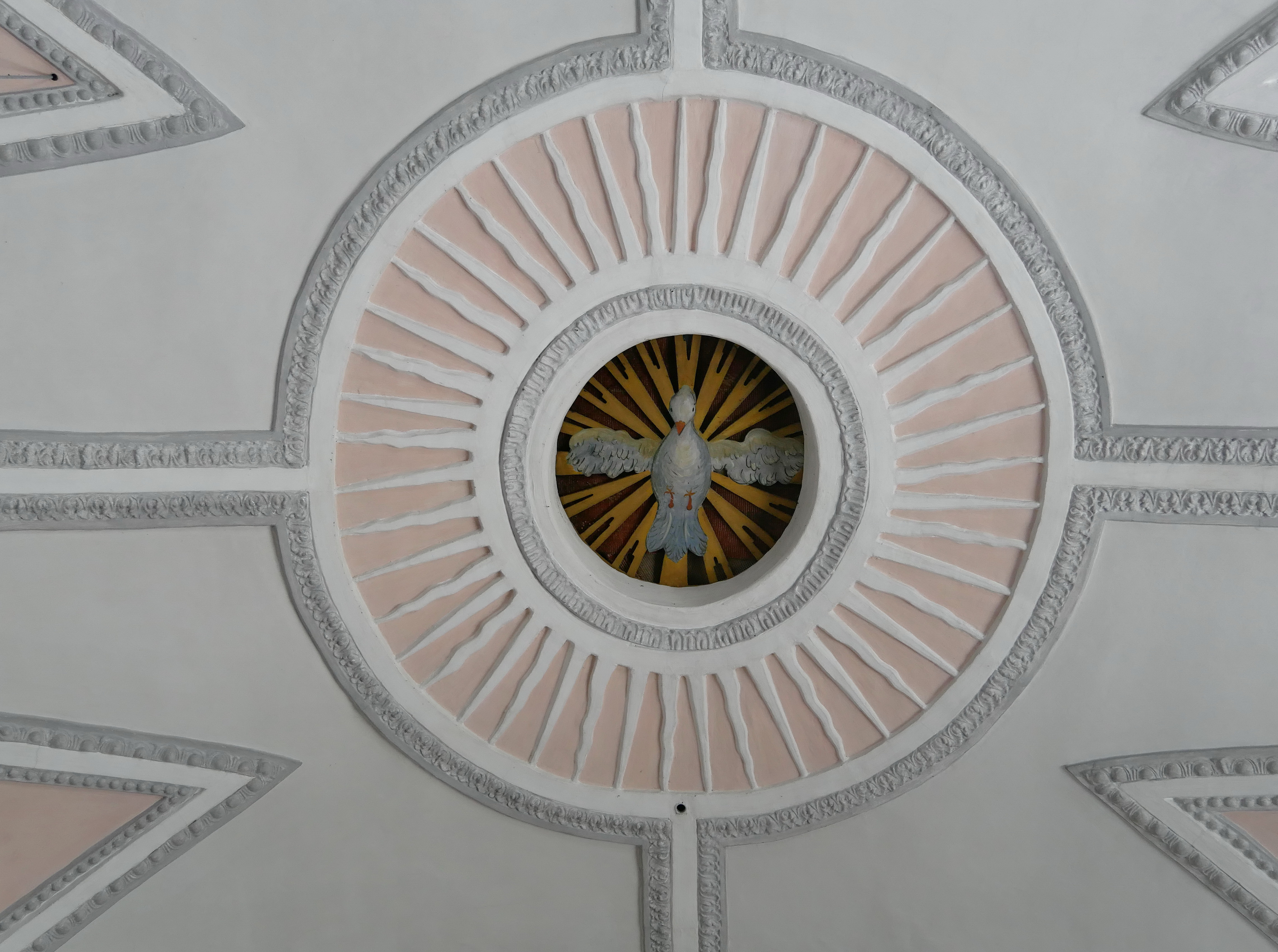
Heilig-Geist-Loch

## Ausstattung
- Der doppelsäulige Hochaltar stammt aus der Zeit des Rokoko. In der Mittelnische steht eine Figur des Erzengels Michael mit Seelenwaage und Flammenschwert, zu seinen Füßen züngelt ein Drache. Als Assistenzfiguren stehen ihm der heilige Leonhard und Johannes Nepomuk zur Seite.
- Auch die Kanzel ist eine Arbeit aus der Zeit des Rokoko.
- Die Seitenaltäre gehen noch auf das 17. Jahrhundert zurück. Nur die Auszüge mit den symbolischen Darstellungen des Herzens Mariens und des Herzen Jesu wurden um 1760 im Stil des Rokoko ergänzt. Die Figur der Patrona Bavariae am linken Seitenaltar wird um 1620 datiert, die spätbarocke Figur des heiligen Achatius am rechten Seitenaltar wurde im frühen 18. Jahrhundert möglicherweise in der Landsberger Bildhauerwerkstatt von Johann Luidl geschaffen.
- Aus der Zeit um 1730 stammt das Taufbecken.

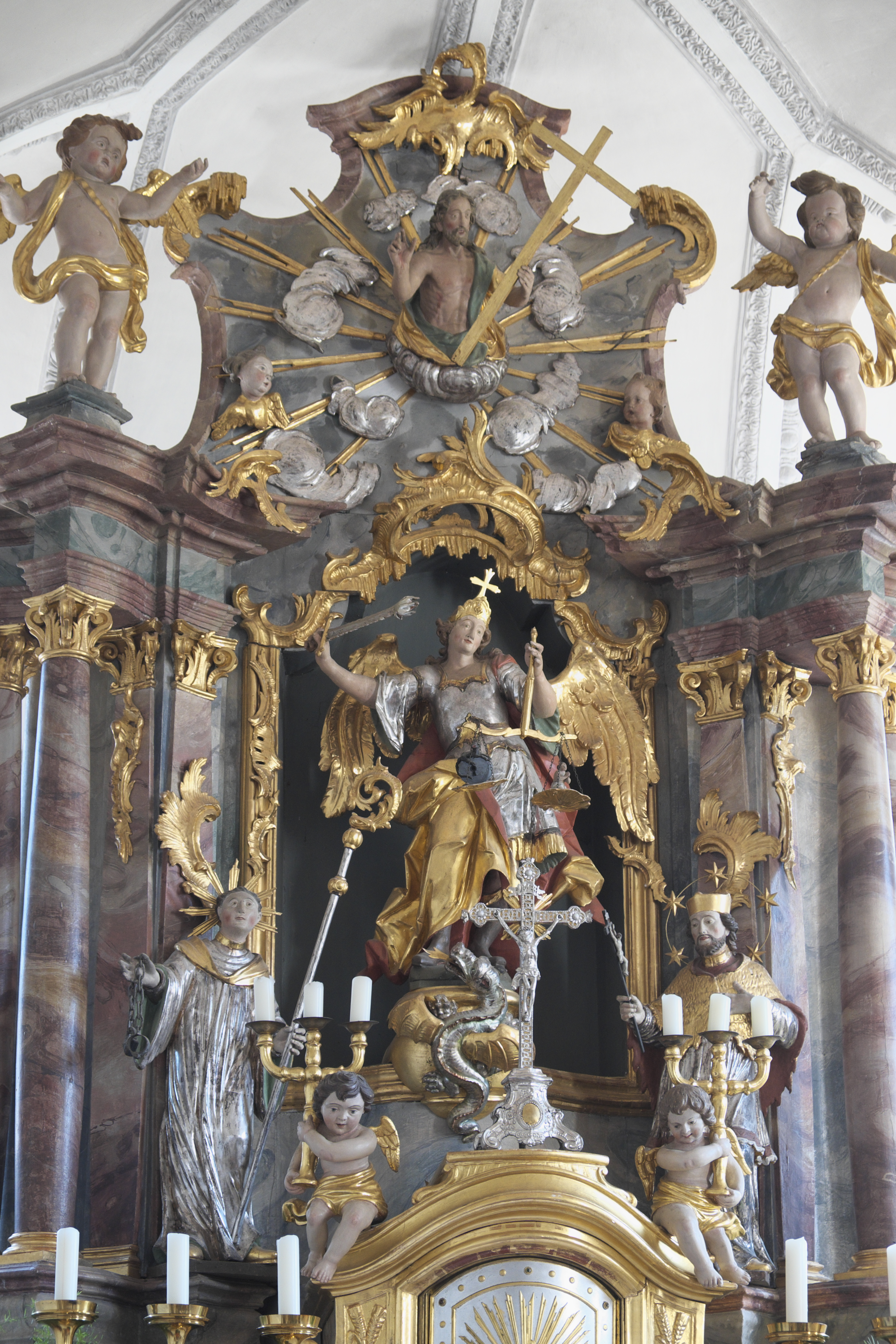
Hochaltar mit Erzengel Michael, heiligem Leonhard und Johannes Nepomuk
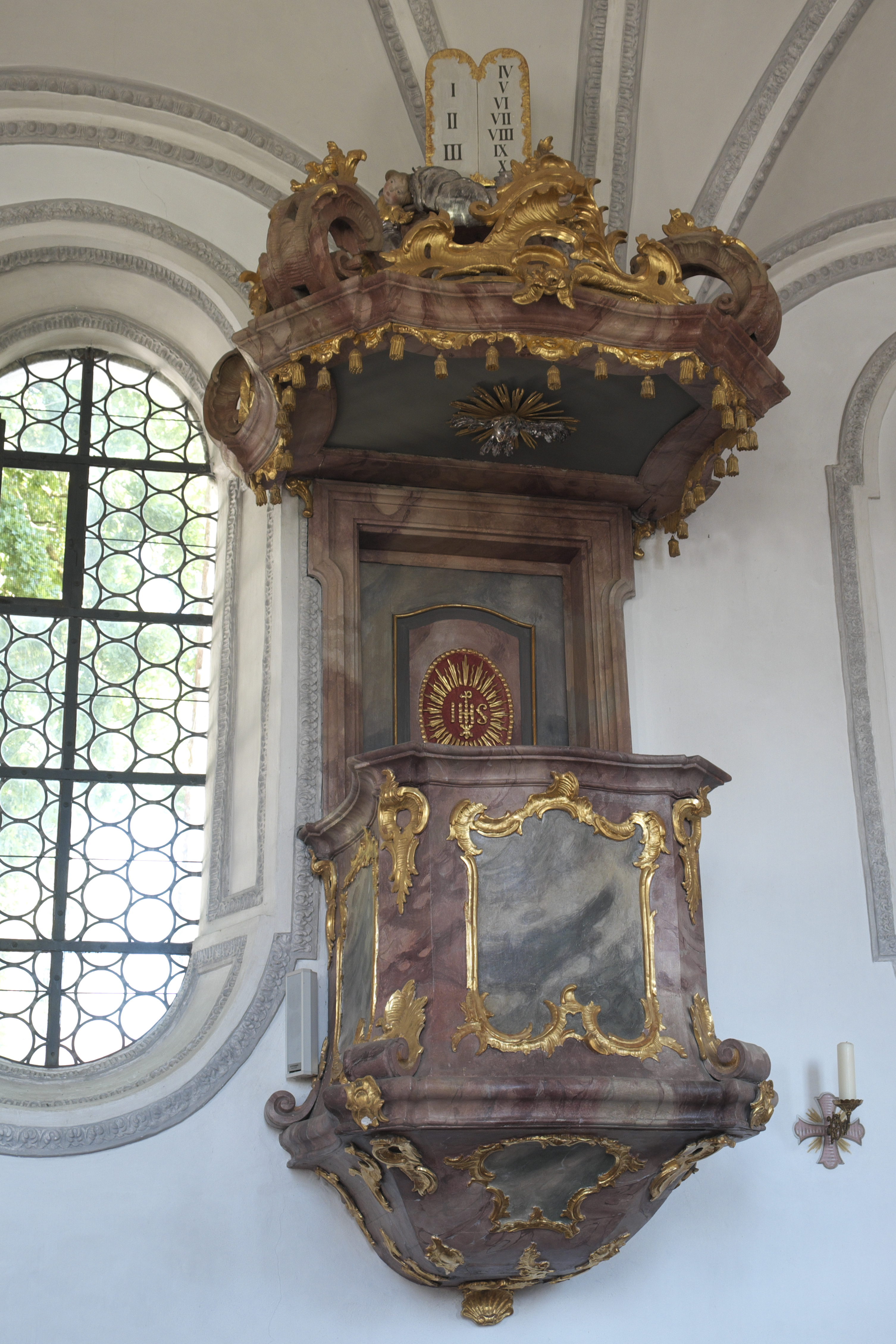
Kanzel
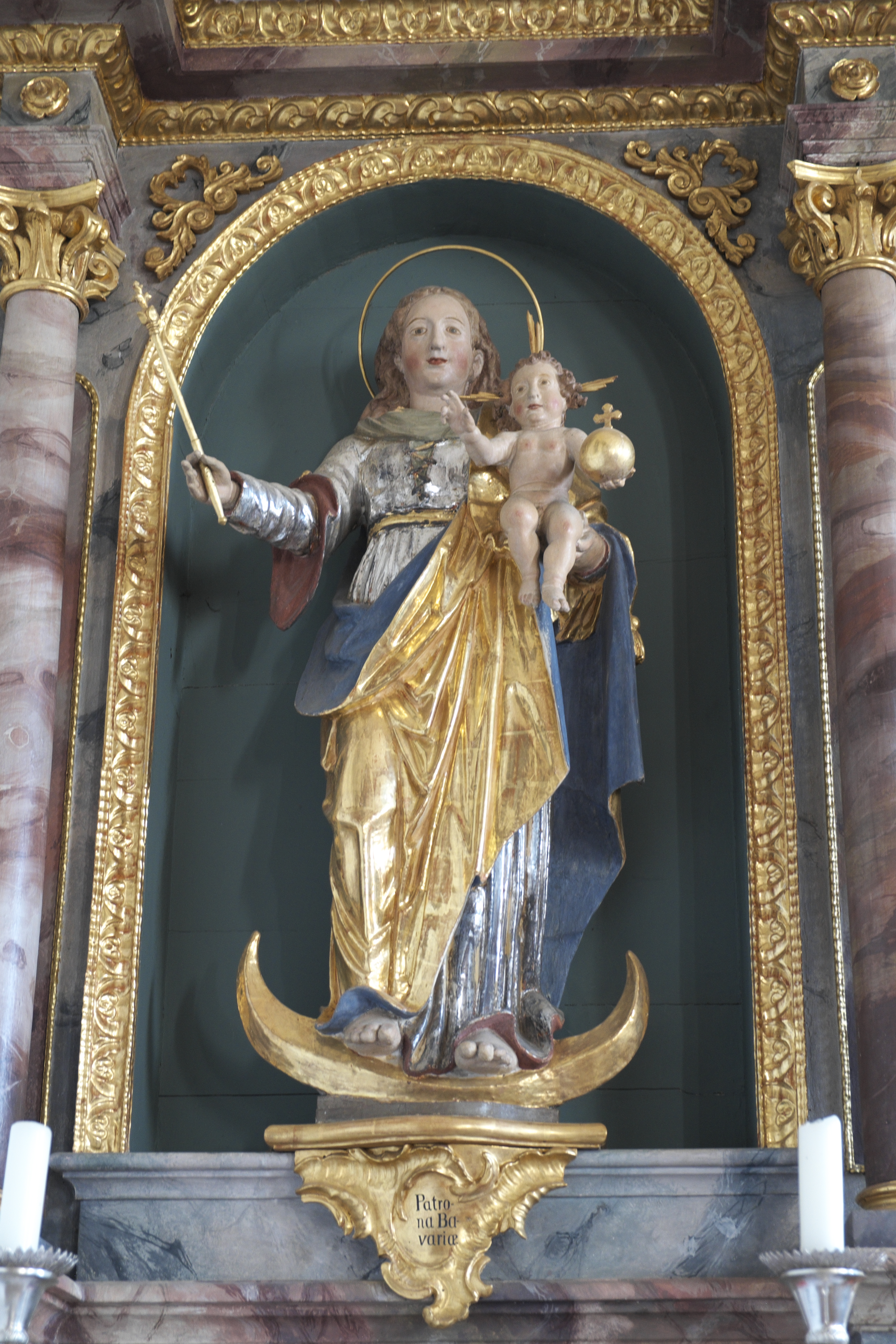
Linker Seitenaltar mit der Patrona Bavariae
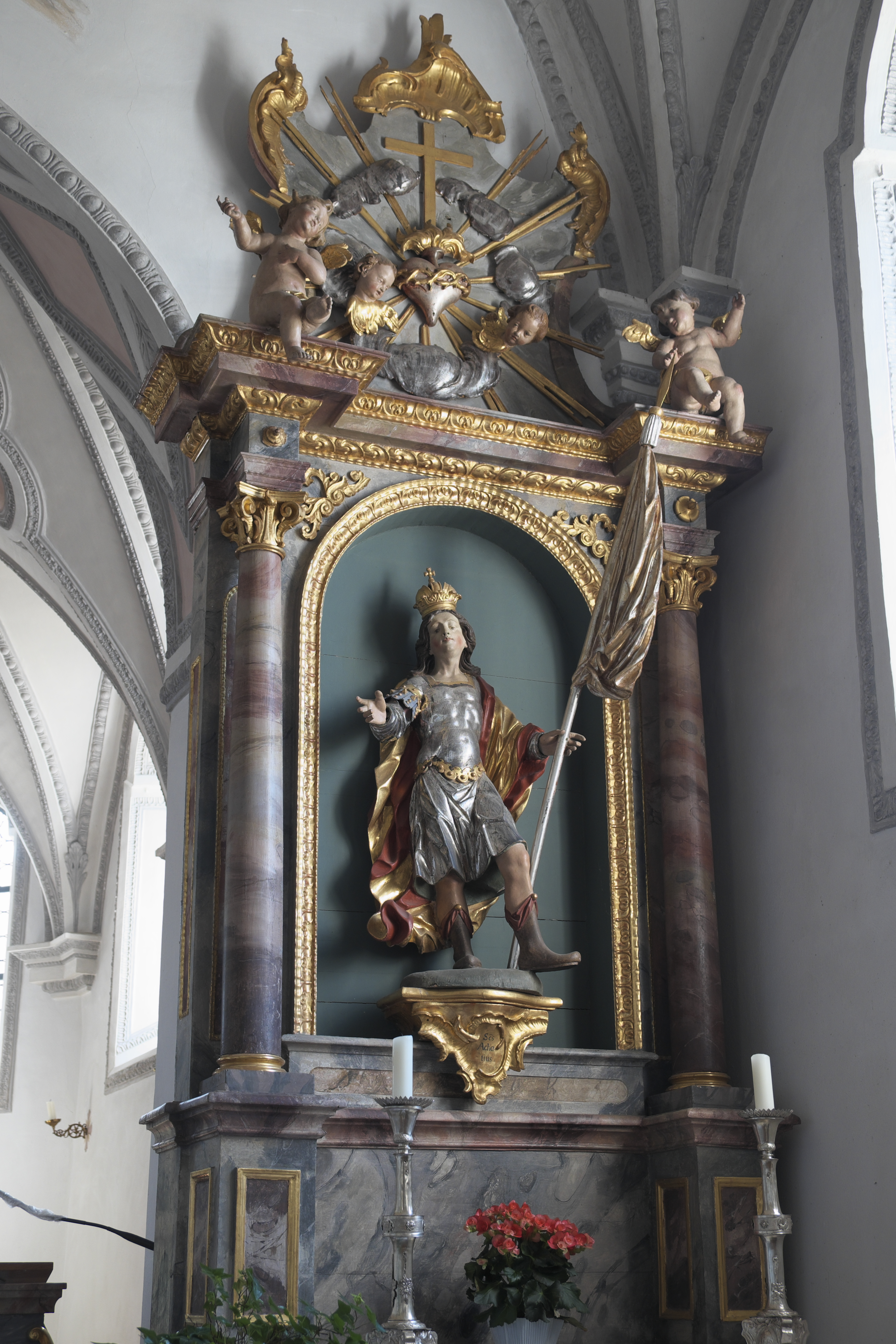
Rechter Seitenaltar mit heiligem Achatius
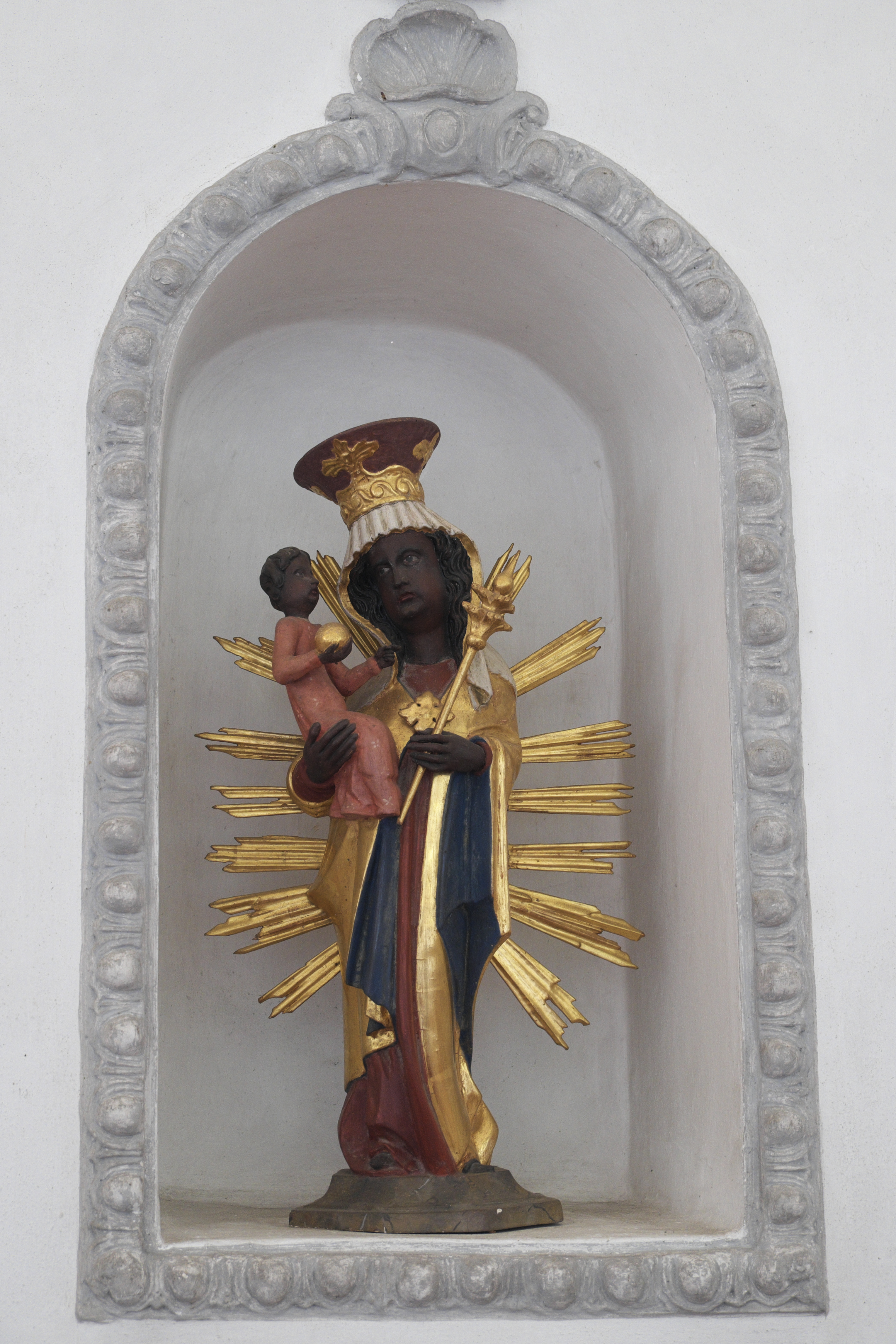
Altöttinger Madonna

## Literatur

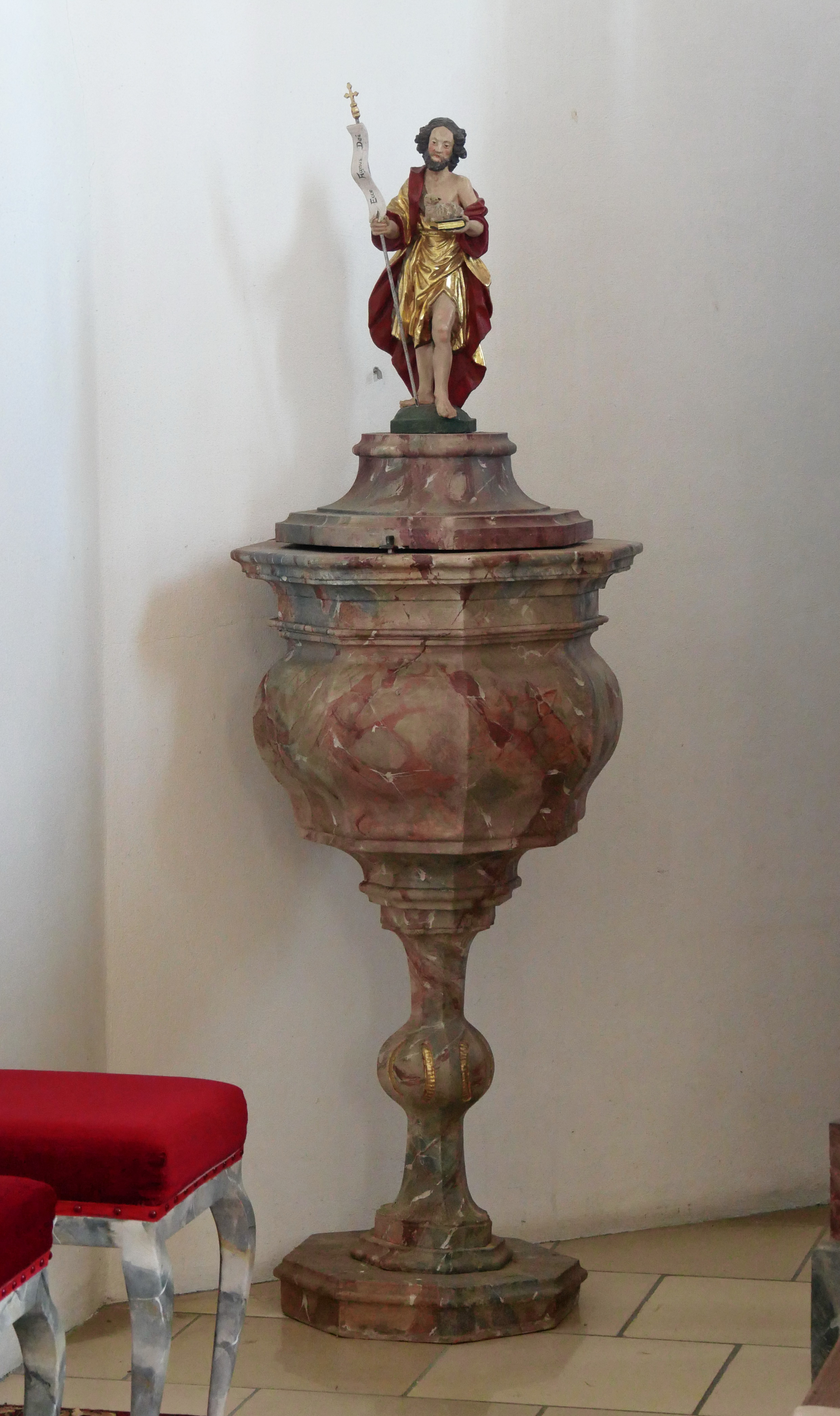
Taufbecken